# Fåglar i Sverige (radiokomposition)
Fåglar i Sverige är en 29:28 minuter lång komposition (dikt eller hörspel) skapad av Öyvind Fahlström tillsammans med radioteknikern Erik Winlöf i Sveriges Radios studior. Kompositionen realiserades under senare hälften av 1962 och sändes för första gången den 14 januari 1963 som en del av radioprogrammet Nattövning som producerades av Börje Lindell. 
Titeln på radiokompositionen är lånad från Erik Rosenbergs klassiska fälthandbok i ornitologi, med samma namn som kom ut 1953. I denna bok introduceras för första gången i en svensk fågelbok onomatopoetiska transkriptioner av fågelläten. Detta försök att transkribera fågelläten är en av utgångspunkterna för radiokompositionen där Fahlström istället transkriberar svenska till olika fågelläten och skapar på så sätt ett nytt språk som han kallade för fåglo. Men verket innehåller två andra skapade språk, nämligen whammo och birdo, där det första är ett språk skapat utifrån de onomatopoetiska ljudeffekter som förekommer i amerikanska serietidningar, a la Stålmannen, och det andra språket är ännu ett som bygger på fågelläten, precis som fåglo, men som istället utgår ifrån ett anglosaxiskt försök att transkribera fågelläten. Dessa skapade, "översatta", språk var för Fahlström ett sätt att skapa nya uttrycksfulla ord och skapa med utgångspunkt från språket som konkret materia. 
Allt uppläst material i kompositionen läses av Fahlström själv men utöver detta så förekommer det passager med ljud ur filmer, av musik, fågelläten, ljudeffekter och andra radioprogram. Kompositionen börjar med steg i en trappa och en dörr som slår igen, sedan ett citat ur Birger Qvarnströms bok Parapsykologin, sedan tonar musik upp från filmen The Forbidden Planet och sedan följer ett antal diktstrofer av Fahlström som blandas upp med härmningar av fågelläten och sedermera fältinspelningar av fågelläten med kommentarer av Jan Lindblad. Ett senare exempel ur kompositionen är passagen där Basil Rathbone läser de två första sexradiga diktstroferna ur Edgar Allan Poes The Raven. Detta upprepas sedan av Fahlström både på engelska och whammo. Kompositionen avslutas med låten Telstar, från 1962 av gruppen The Tornados.
Denna komplexa radiokomposition blev genast mycket uppmärksammad, både i Sverige och USA där Fahlström var bosatt. Bland annat använde sig kollegan Robert Rauschenberg av ett avsnitt ur Fåglar i Sverige i sin dansperformance Shot Put från 1964. Fåglar i Sverige har av många kallats för ett pionjärverk och den har fungerat som inspirationskälla för många konstnärer, kompositörer och poeter sedan dess.